# Thomas Merton
Thomas Feverel Merton OCSO (* 31. Januar 1915 in Prades, Département Pyrénées-Orientales; † 10. Dezember 1968 in Bangkok) war ein US-amerikanischer Trappist, Schriftsteller und Mystiker.

## Leben

### Kindheit und Jugend

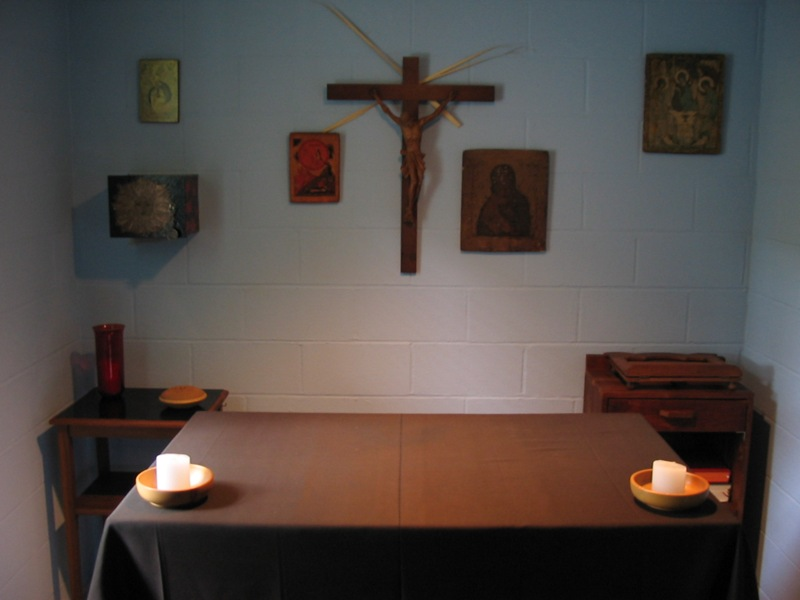
Das Innere der Einsiedelei Thomas Mertons

Thomas Merton wurde am 31. Januar 1915 in Prades (Ost-Pyrenäen) als Sohn des Künstlerehepaares Ruth und Owen Merton geboren. Vor der Übersiedlung in die Pyrenäen hatten sich die Eltern in Paris kennengelernt. Mertons aus den Vereinigten Staaten stammende Mutter Ruth Calvert Jenkins († 1921) war Innendekorateurin, und sein aus Christchurch (Neuseeland) stammender Vater († 1931) war Maler im Bereich der Bildenden Kunst. Der Großvater väterlicherseits hatte in Christchurch als Musiklehrer gearbeitet. Thomas Mertons Vater gehörte der anglikanischen Kirche an, und er veranlasste auch die Taufe seines Sohnes in Prades. Wegen des Ersten Weltkrieges und weil die Großeltern mütterlicherseits, die in Douglaston auf Long Island lebten, sich Sorgen machten, verlegte die Familie im Jahr 1916 ihren Wohnsitz in die Vereinigten Staaten. Dort bezog die Familie Merton ein Haus in Flushing auf Long Island, wo im November 1918 sein Bruder John Paul geboren wurde.
Nach dem Tod der Mutter 1921 wuchs Thomas Merton an unterschiedlichen Orten auf: Teils bei seinen Großeltern auf Long Island, teils – infolge der unsteten Reisen seines Vaters – in britischen und französischen Internaten. Schließlich blieben sie auch monatelang in Somerset Island (Bermuda). Am 25. August 1925 begann ihre Schiffsreise nach Frankreich. Hier ließen sie sich in Saint-Antonin-Noble-Val nieder. 1931 kam Merton in die Obhut seines Paten Thomas Izod Bennett, eines Chirurgen in London.

### Studium, literarische Anfänge und Konversion
1933 war Merton für eine kurze Zeit an der Universität Cambridge immatrikuliert. Danach zog er zu seinen Großeltern nach New York, wo er ab Winter 1935 an der Columbia University Journalistik studierte. Während seines Studiums schrieb Merton für das Literaturmagazin The Columbia Review und für die humoristische Zeitschrift Jester. Er feierte Partys, sah leidenschaftlich gerne Kinofilme und verstand sich eher als Atheist. Sein Studium beendete er 1939 als Magister in englischer Literatur mit einer Arbeit über den Dichter und Maler William Blake.
Im November 1936 starb Mertons Großvater, was ihn in eine tiefe innere Krise stürzte. Über sein Interesse an der Philosophie des Mittelalters näherte Merton sich dem Gottesbegriff und begann, obwohl Protestant, sich für den Katholizismus zu interessieren. Am 16. November 1938 wurde er nach vorangegangenem Konvertitenunterricht an der New Yorker Pfarrei Corpus Christi durch die sub conditione gespendete Taufe in die römisch-katholische Kirche aufgenommen. Schon zu diesem Zeitpunkt begann er sich mit der Frage seiner Berufung zum Priestertum und zum Ordensleben auseinanderzusetzen.
Nach Kontakten zu den Franziskanern, bei denen er dann aber doch nicht ins Noviziat eintrat, unterrichtete Merton für einige Zeit Englisch an der St. Bonaventure University und arbeitete als freiwilliger Helfer in dem von der Baronin Catherine de Hueck gegründeten Friendship House in Harlem mit. In dieser Zeit zog er sich mehrmals für einige Tage zur Einkehr in Trappistenabteien zurück und machte eine Wallfahrt nach Kuba, bevor er sich zum Eintritt in die Trappistenabtei Unserer Lieben Frau von Gethsemani nahe Louisville in Kentucky entschloss.

### Ordensleben
Am 13. Dezember 1941 trat Thomas Merton als Postulant in die Trappistenabtei Our Lady of Gethsemani in Kentucky ein und erhielt beim Eintritt den Ordensnamen M. Louis. Im Jahr 1942, dem Jahr, in dem er die erste Profess ablegte, führte Merton in Gethsemani seinen jüngeren Bruder John Paul zur Taufe, der Anfang 1943 im Zweiten Weltkrieg als Flieger bei einem Einsatz fiel.
In der Abtei erhielt Merton nach einiger Zeit die Erlaubnis zu schreiben. 1946 schrieb er im Auftrag des Abtes von Gethsemani seine Autobiografie Der Berg der Sieben Stufen. Sein Erstlingswerk entwickelte sich zu einem Bestseller. Insgesamt brachte es Merton auf siebzig Veröffentlichungen. Posthum wurden seine Briefe in fünf Bänden und seine Tagebücher in sieben Bänden veröffentlicht.
Merton fühlte sich oft innerlich zerrissen zwischen seiner Berufung zum Ordenspriester und der zum Schriftsteller. Auch beschäftigte ihn immer wieder die Frage, ob er nicht doch bei den Kartäusern hätte eintreten sollen. Aus späterer Korrespondenz geht hervor, dass etwa ab Mitte der 1950er Jahre auch ein probeweiser Übertritt zu den italienischen Kamaldulensern in Erwägung gezogen wurde. Dies sahen seine Oberen als problematisch an, da Merton mitten in der Ausbildungszeit des ordenseigenen Klerikernachwuchses hätte wechseln müssen.
1949 wurde Merton in Gethsemani zum Diakon, einige Zeit darauf zum Priester geweiht. Weitere Veröffentlichungen folgten. Merton wurde zum international bekannten und gefragten Autor und unterhielt eine umfangreiche Korrespondenz.
1951 wurde er Präfekt für die Scholastiker, 1955 Novizenmeister. Seine Vorliebe für Zurückgezogenheit und Meditation führte ihn zur Beschäftigung mit dem Buddhismus und Zen. Ab 1956 bahnte sich eine akute gesundheitliche Krise an, physisch wie psychisch. Erst mit dem Zugeständnis des Abtes, sich zeitweise als Eremit in eine Klause zurückziehen zu dürfen, löste sich seine innere Spannung.
Ab 1963 befasste sich Merton mehr und mehr mit dem politischen Zeitgeschehen: Protest gegen die atomare Aufrüstung, Einsatz für die Gleichstellung der Schwarzen, gegen den Vietnam-Krieg und anderes Engagement ließen ihn in der Kommunistenhetze der Vereinigten Staaten im Kalten Krieg als verdächtig erscheinen.
Als Ernesto Cardenal, der unter Mertons Leitung zwei Jahre lang Novize gewesen war, nach Mexiko ging, unterstützte Merton auch die revolutionären Kräfte in Nicaragua. Gleichzeitig entdeckte er das kontemplative Leben neu: nicht als Rückzug von der Welt, sondern als eigene Art der Anteilnahme und Hinwendung zu Lösungsmöglichkeiten weltlicher Probleme. 1966 zog sich Merton auf Dauer in ein Leben als Eremit zurück, schrieb aber weiterhin zahlreiche Werke, unterhielt Korrespondenzen und empfing Besuche.
1968 durfte Merton das Kloster für längere Zeit verlassen, um in Bangkok an einer Konferenz asiatischer Mönche teilzunehmen, zu der er als Gastredner eingeladen wurde. Er brach zu einer groß angelegten Asienreise auf. Seine Stationen waren Bangkok, Kalkutta, Neu-Delhi, Madras, Polonnaruwa und wieder Bangkok. In einer Reihe von Begegnungen, darunter mehrere Gespräche mit dem Dalai Lama, erfuhr er eine starke Erweiterung seines Horizontes und zugleich eine innere Bestätigung seiner Erfahrungen und Reflexionen.

### Tod

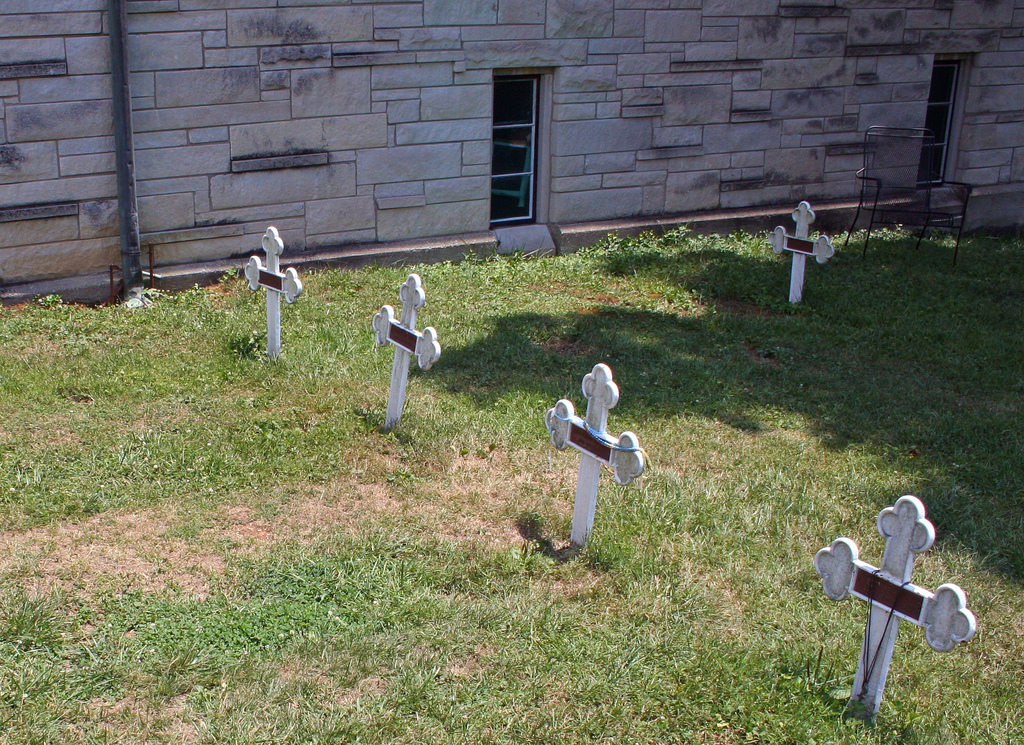
Grab Thomas Mertons auf dem Friedhof der Abtei Gethsemani

Thomas Merton starb am 10. Dezember 1968 während eines Aufenthalts in Thailand. Er nahm dort – neben weiteren Mönchen seines Trappistenklosters – an einem internationalen Mönchstreffen teil, zu dem er als Vortragsredner eingeladen war. Das Treffen fand in einem Pflegeheim (Rehabilitation Center) des thailändischen Roten Kreuzes in der Provinz Samut Prakan (südlich von Bangkok) statt.
Am Vormittag des 10. Dezember hatte Merton einen Vortrag gehalten. Am Nachmittag desselben Tages wurde er gegen 16 Uhr tot in seinem Zimmer aufgefunden. Er lag auf dem Rücken, mit einem immer noch unter Strom stehenden Ventilator quer über seinem Körper, und einer blutenden Wunde am Hinterkopf.
Laut den amtlichen Untersuchungsberichten starb Merton durch einen Unfall, und zwar infolge eines tödlichen Stromschlags, den er sich bei der Berührung des defekten Ventilators zugezogen habe.
Demgegenüber haben die US-Journalisten Hugh Turley und David Martin in ihrem 2018 erschienenen Buch The Martyrdom of Thomas Merton: An Investigation nachzuweisen versucht, dass Merton ermordet und sein Tod als Unfall inszeniert worden sei. Zum Motiv für den angeblichen Mord verweisen sie darauf, dass Merton ein prominenter Kritiker des Vietnamkriegs war. Kritiker betrachten die Mordhypothese hingegen als Verschwörungstheorie. 
Mertons Leiche wurde an Bord eines US-amerikanischen Militärflugzeugs (zusammen mit Gefallenen des Vietnamkriegs) in die USA gebracht und auf dem Friedhof seines Klosters begraben.

## Gedenken
Nach Thomas Merton ist der Thomas Merton Award, eine Auszeichnung des Thomas Merton Center in Pittsburgh, benannt.

## Schriften (Auswahl)
- Thirty Poems. New Directions, Norfolk 1944.
- The Seven Storey Mountain. Harcourt Brace & Company, New York 1948.
  - Deutsche Ausgabe: Der Berg der sieben Stufen. Benziger, Einsiedeln 1950, DNB 453341020 (aus dem amerikanischen Englisch übersetzt von Hans Großrieder).
- Seeds of contemplation. Hollis & Carter, London 1949.
  - Deutsche Ausgabe: Verheißungen der Stille. Räber, Luzern 1951, DNB 453341004.
- The sign of Jonas. Harcourt Brace & Company, New York 1953. 
  - Deutsche Ausgabe: Das Zeichen des Jonas. Benziger, Einsiedeln 1954, DNB 453341047 (aus dem Englischen von Annemarie von Puttkamer).
- Bread in the wilderness. Hollis & Carter, London 1954.
  - Deutsche Ausgabe: Die Weisheit der Wüste. Fischer, Frankfurt am Main 1999, ISBN 3-596-14255-5.
- No man is an island. Harcourt Brace & Company, New York 1955
  - Deutsche Ausgabe: Keiner ist eine Insel. Betrachtungen. Benziger, Einsiedeln 1979, DNB 790436388 (aus dem Englischen von Annemarie von Puttkamer).
- Silence in heaven. A book of the monastic life. Thames & Hudson, London 1956.
  - Deutsche Ausgabe: Schweigen im Himmel. Ein Buch über das Leben der Mönche. Rheinische Verlags-Anstalt, Wiesbaden 1957, DNB 453341063 (aus dem Englischen von Erna Melchers).
- The Living Bread. Farrar, Straus & Cudahy, New York 1956.
  - Deutsche Ausgabe: Der mit dir lebt. Betrachtungen über die Eucharistie. Benziger, Einsiedeln 1958, DNB 453340903 (aus dem amerikanischen Englisch übersetzt von Irene Marinoff).
- Life and holiness. Chapman, London 1963.
  - Deutsche Ausgabe: Heilig in Christus. Herder, Freiburg im Breisgau 1964, DNB 453340954 (aus dem amerikanischen Englisch übersetzt von Eugen Kende).
- The secular journal. Farrar, Straus & Giroux, New York 1959 (Weltliches Tagebuch 1939–1941).
- The Black Revolution. Letters to a White Liberal.
  - Deutsche Ausgabe: Die schwarze Revolution. Um die Brüderlichkeit der Menschen. Herder, Freiburg im Breisgau 1965, DNB 453340997 (aus dem amerikanischen Englisch übersetzt von Hans Schmidthüs).
- What is contemplation.
  - Deutsche Ausgabe: Vom Sinn der Kontemplation. Arche, Zürich 1955, DNB 364392967 (aus dem amerikanischen Englisch übersetzt von Alfred Kuoni).
- Contemplation in a world of action. Image Books, Garden City 1973.
  - Deutsche Ausgabe: In Einklang mit sich und der Welt. Diogenes, Zürich 1986, ISBN 978-3-257-01721-2 (aus dem amerikanischen Englisch übersetzt von Georg Tepe).
- Thomas Merton, Ernesto Cardenal: Correspondencia (1959–1968). Trotta, Madrid 2003, ISBN 84-8164-651-2 (spanisch).